# Sea-Hawks de l'UMTN
Les Sea-Hawks de l'UMTN sont les équipes sportives de l'Université Memorial de Terre-Neuve, située à St. John's, Terre-Neuve-et-Labrador, Canada. Les Sea-Hawks, qui évoluent dans le sport interuniversitaire canadien, constituent le seul programme sportif universitaire sur l'île de Terre-Neuve.

## Équipes universitaires
- Basket-ball (M/F)
- Cross-country (M/F)
- Curling (M/F)
- Football (M/F)
- Lutte (M/F)
- Natation (M/F)

## Histoire
Quand l'université était le Collège universitaire Memorial (anglais : Memorial University College), il y avait déjà des équipes étudiantes qui rivalisaient avec les clubs sportifs locaux. 
Après que le collège fut devenu l'Université Memorial de Terre-Neuve, en août 1949, la nouvelle institution a adopté le nom « Beothuks », d'après les Béothuks, la nation autochtone de Terre-Neuve. Les Beothuks ont bientôt commencé à rivaliser avec les autres programmes sportifs universitaires au Canada. En 1959, un premier match de hockey sur glace a opposé l'UMTN et l'Université de King's College. Les équipes de hockey sur glace de l'UMTN ont été dissoutes en 1983.
En 1990, les équipes ont adopté un nouveau nom, « Sea-Hawks », parce que « Beothuks » pouvait être considéré comme irrespectueux envers une population disparue après l'arrivée des Européens.

### Autres logos

Logo alternatif.
Les Beothuks, avant de devenir les Sea-Hawks, partagèrent un logo avec les Blackhawks de Chicago.